# Samsung Galaxy Tab S4
Samsung Galaxy Tab S4 — планшет корейской компании Samsung из серии Galaxy Tab, который был анонсирован 1 августа 2018 года. Планшет стал преемником Galaxy Tab S3.
Скорость передачи данных Galaxy Tab S4 в режиме LTE достигает 1 Гбит/с, так что у вас будет достаточно времени и для других дел. А благодаря наличию в планшете 64 ГБ встроенной памяти и возможности расширения ее до 400 ГБ с помощью слота для MicroSD карт памяти, у вас будет достаточно места для хранения ваших документов и видео.

## Технические характеристики
- Материал корпуса: металл, стекло
- Операционная система: Android 8.1 Oreo
- Экран: Super AMOLED, диагональ 10,54", разрешение 2560x1600 точки (16:10), 286 ppi
- Основная камера: 13 Мп, автофокус, эффект боке, запись видео UHD 4K при 30 fps
- Фронтальная камера: 8 Мп
- Оперативная память: 4 ГБ
- Память для хранения данных: 64 ГБ
- Процессор: восьмиядерный Qualcomm Snapdragon 835, четыре ядра Kryo 2.35 ГГц и четыре ядра Kryo 1.9 ГГц
- Графика: Adreno 540
- Звук: 4 динамика AKG, система Dolby Atmos
- LTE: LTE Cat.16 DLCA, 4X4 MIMO
- Разъёмы: USB 3.1 Gen 1
- Сети: 2G, 3G, 4G
- Интерфейсы: 802.11 a/b/g/n/ac 2.4 +5ГГц, Bluetooth 5.0
- Навигация: GPS, ГЛОНАСС, Beidou, Galileo
- Дополнительно: акселерометр, гироскопический датчик, геомагнитный датчик, датчик холла, сканер радужки глаза, датчик освещенности, датчик присутствия
- Защита от воды и пыли: отсутствует[2]
- Батарея: 7300 мАч (воспроизведение видео до 16 часов, работа по Wi-Fi до 10 часов)[3]
- Габариты: 249.3 x 164.3 x 7.1 мм
- Вес: 483 г

## Программное обеспечение
Планшет поставляется с оболочкой Samsung Experience 9.5, которая базировалась на Android 8.1 Oreo, а затем в мае 2019 года на Android 9.0 Pie.
Galaxy Tab S4 с помощью функции DeX поддерживает режим имитирующий рабочий стол Windows без док-станции в отличие от предыдущих версий. Так же в этом режиме можно подсоединить клавиатуру и стилус S-Pen, подключить устройство к компьютеру или телевизору для вывода информации.
Планшет получил награду на конференции CES 2019 Innovation Awards за функцию DeX.
Безопасность обеспечивается сканером радужки глаз, защищенной папкой, которая позволяет скрыть информацию и Samsung Knox.
В планшете есть режим "Ежедневная доска", который переводит планшет в режим фоторамки-часов. Но эта функция работает только при зарядке на док-станции.

## Продажи
Galaxy Tab S4 был представлен 1 августа 2018 года, в России поступил в продажу 24 августа 2018 года.
Цена на российском рынке сразу же после выхода составляла 52 990 рублей, что соответствовало цене на iPad Pro 10.5 с клавиатурой и Apple Pencil в комплекте.
Модель представлена в двух цветах: черный и серебряный.